# I. K. Inha
 (novembre 2019).
Si vous disposez d'ouvrages ou d'articles de référence ou si vous connaissez des sites web de qualité traitant du thème abordé ici, merci de compléter l'article en donnant les références utiles à sa vérifiabilité et en les liant à la section « Notes et références ».
I. K. Inha, né Konrad into Nyström (Virrat, 12 novembre 1865 - Helsinki, 3 avril 1930), est un photographe finlandais, pionnier de la photographie.